# La pandilla de los siete
La pandilla de los siete fue una serie de cuaderno de aventuras creada por Miguel Quesada y Manuel Gago para Editorial Valenciana en 1945. Se publicaron 84 números.

## Trayectoria editorial
La pandilla de los siete o el pequeño enmascarado, que este fue su título original, se inspira en la serie de cortometrajes estadounidense La Pandilla (1922). En su segunda entrega pasó a titularse El pequeño enmascarado y su pandilla, estandarizándose como La pandilla de los siete a partir de la decimosexta.
Con sólo 13 años, Miguel Quesada comenzó a escribir los guiones de la serie, que dibujaba su cuñado, Manuel Gago. A partir del número 15, Miguel se encargó de la parte gráfica, recayendo los guiones en su hermano mayor Pedro. La serie fue todo un éxito, contribuyendo a afianzar a Editorial Valenciana en el mercado autóctono.

## Argumento y personajes
La pandilla de los siete está compuesta por siete chicos:
- Fredy Norton, el líder;
- Boby;
- Kike;
- Chato;
- Fatty;
- Largo;
- Pecas;

Con máscaras y garrotes, se enfrentan a toda clase de peligros, típicos de los seriales. Así, en su primera aventura se encargan de capturar a una banda de forajidos y rescatar a la niña que habían raptado.

## Valoración
Para el crítico Pedro Porcel, La pandilla de los siete es todavía una serie muy inmadura, pero que transmite el entusiasmo de sus autores por los seriales y la aventura.